# A10 (Italië)
De Autostrada dei fiori (A10) is een Italiaanse autosnelweg die begint bij de Franse grens bij Ventimiglia. Zij volgt de Middellandse Zeekust tot aan Genua. Ten noorden van die stad sluit de weg aan op de A7 richting Milaan, vlak na de passage over de Ponte San Giorgio. Dit gedeelte was van 14 augustus 2018 tot 3 augustus 2020 echter afgesloten door de instorting van de Ponte Morandi. De route ten oosten van Genua is genummerd als A12.